# Гулявцев, Александр Вячеславович
Александр Вячеславович Гулявцев (3 мая 1973, Пермь, СССР) — российский хоккеист, нападающий; тренер.

## Клубная карьера
По его собственным словам, начал заниматься хоккеем с 6 лет. Воспитанник пермского хоккея. В 1991 году в составе «Молота» стал победителем юниорского чемпионата СССР, после чего дебютировал в команде мастеров, выступавшей в то время в первой лиге чемпионата СССР. В родной команде Гулявцев провел и следующие 10 сезонов. Столь долгое пребывание в клубе, не относившемся к лидерам отечественного хоккея, сам нападающий объяснял тем, что имеет «домашний характер». На протяжении сезона 1998/99 долгое время возглавлял список бомбардиров, а в сезоне 1999/2000 — снайперов Суперлиги. Тройка нападения в составе: Гулявцев — Бардин — Ахметов считалась в эти 2 сезона одной из сильнейших в чемпионате. Не случайно это звено было в полном составе вызвано в расположение национальной сборной накануне Шведских хоккейных игр 2000 года.
Накануне сезона 2000/2001 Гулявцев, несмотря на отъезд из Перми своих партнёров по ударному звену, продлил контракт с «Молотом-Прикамье» ещё на 3 года, однако по окончании того сезона Александр стал игроком «Нефтехимика», присоединившись к переехавшим в Нижнекамск ранее Бардину и Ахметову.
В декабре 2002 года в результате обмена игроками Гулявцев оказался в магнитогорском «Металлурге», с которым подписал контракт до окончания сезона 2002/2003. По окончании данного сезона хоккеист вернулся в «Молот-Прикамье», к тому времени покинувший Суперлигу, и помог родному клубу вернуться в элитный дивизион российского хоккея. Однако, в сезоне 2004/2005 пермская команда столкнулась с финансовыми проблемами, что привело вначале к забастовке ведущих прикамских игроков, а затем и к их отъезду из расположения пермского клуба. Александр Гулявцев перебрался в «Северсталь», где выступал до окончания сезона 2006/2007, после чего стал игроком «Автомобилиста».
В октябре 2009 года был назначен играющим тренером «Автомобилиста». 3 февраля 2011 завершил карьеру. После окончания матча чемпионата КХЛ «Автомобилист» – «Югра» (2:4) состоялась торжественная церемония проводов. Свитер с 15-м номером и его фамилией был поднят под своды КРК «Уралец».

## Сборная России
Дебютировал в сборной на Шведских хоккейных играх 2000 года в матче со сборной Чехии. Всего за сборную России сыграл 15 матчей, забил 3 гола и сделал 2 результативные передачи. Участник Еврохоккейтура сезонов 1999-2000 и 2000-2001. В 2001 году входил в список кандидатов на участие в чемпионате мира, но из-за травмы в окончательную заявку не попал.
Также участвовал в молодёжном чемпионате мира 1993 года.

## Статистика
|           |                          |                                            | Регулярный сезон | Регулярный сезон | Регулярный сезон | Регулярный сезон | Регулярный сезон | Плей-офф | Плей-офф | Плей-офф | Плей-офф | Плей-офф |
| Сезон     | Команда                  | Лига                                       | Игр              | Г                | П                | Очк              | Штр              | Игр      | Г        | П        | Очк      | Штр      |
| --------- | ------------------------ | ------------------------------------------ | ---------------- | ---------------- | ---------------- | ---------------- | ---------------- | -------- | -------- | -------- | -------- | -------- |
| 1990-1991 | Молот (Пермь)            | Первая лига Чемпионата СССР                | 10               | 2                | 2                | 4                | 4                | --       | --       | --       | --       | --       |
| 1991-1992 | Молот (Пермь)            | Чемпионат СНГ (Восточная зона первой лиги) | 58               | 15               | 6                | 21               | 26               | --       | --       | --       | --       | --       |
| 1992-1993 | Молот (Пермь)            | МХЛ                                        | 36               | 6                | 4                | 10               | 26               | --       | --       | --       | --       | --       |
| 1993-1994 | Молот (Пермь)            | МХЛ                                        | 25               | 1                | 5                | 6                | 16               | --       | --       | --       | --       | --       |
| 1994-1995 | Молот (Пермь)            | МХЛ                                        | 54               | 15               | 9                | 24               | 71               | --       | --       | --       | --       | --       |
| 1995-1996 | Молот (Пермь)            | МХЛ                                        | 51               | 13               | 10               | 23               | 34               | --       | --       | --       | --       | --       |
| 1996-1997 | Молот-Прикамье           | Суперлига                                  | 59               | 14               | 11               | 25               | 32               | --       | --       | --       | --       | --       |
| 1997-1998 | Молот-Прикамье           | Суперлига                                  | 46               | 13               | 15               | 28               | 57               | --       | --       | --       | --       | --       |
| 1998-1999 | Молот-Прикамье           | Суперлига                                  | 37               | 13               | 20               | 33               | 28               | 2        | 1        | 0        | 1        | 0        |
| 1999-2000 | Молот-Прикамье           | Суперлига                                  | 36               | 22               | 16               | 38               | 46               | --       | --       | --       | --       | --       |
| 2000-2001 | Молот-Прикамье           | Суперлига                                  | 36               | 14               | 20               | 34               | 28               | --       | --       | --       | --       | --       |
| 2001-2002 | Нефтехимик               | Суперлига                                  | 21               | 2                | 3                | 5                | 18               | --       | --       | --       | --       | --       |
| 2002-2003 | Нефтехимик               | Суперлига                                  | 20               | 2                | 4                | 6                | 14               | --       | --       | --       | --       | --       |
| 2002-2003 | Металлург (Магнитогорск) | Суперлига                                  | 10               | 1                | 1                | 2                | 2                | 2        | 0        | 0        | 0        | 2        |
| 2003-2004 | Молот-Прикамье           | Высшая лига                                | 34               | 14               | 21               | 35               | 18               | 14       | 4        | 11       | 15       | 2        |
| 2004-2005 | Молот-Прикамье           | Суперлига                                  | 22               | 4                | 6                | 10               | 40               | --       | --       | --       | --       | --       |
| 2004-2005 | Северсталь               | Суперлига                                  | 19               | 2                | 7                | 9                | 6                | --       | --       | --       | --       | --       |
| 2005-2006 | Северсталь               | Суперлига                                  | 35               | 6                | 10               | 16               | 18               | 4        | 0        | 1        | 1        | 0        |
| 2006-2007 | Северсталь               | Суперлига                                  | 33               | 4                | 5                | 9                | 43               | 4        | 1        | 1        | 2        | 2        |
| 2007-2008 | Автомобилист             | Высшая лига                                | 44               | 16               | 9                | 25               | 16               | 12       | 4        | 6        | 10       | 0        |
| 2008-2009 | Автомобилист             | Высшая лига                                | 40               | 20               | 30               | 50               | 28               | 7        | 1        | 1        | 2        | 4        |
| 2009-2010 | Автомобилист             | КХЛ                                        | 45               | 9                | 19               | 28               | 30               | 4        | 0        | 1        | 1        | 0        |
| 2010-2011 | Автомобилист             | КХЛ                                        | 45               | 9                | 17               | 26               | 30               | --       | --       | --       | --       | --       |

## Тренер
С октября 2010 года играющий тренер екатеринбургского «Автомобилиста», выступающего в КХЛ. 3 февраля 2011 года завершил карьеру и сосредоточился на тренерской работе.
По окончании сезона 2010/11 покинул Екатеринбург и возглавил молодёжную команду пермского «Молот-Прикамье» — «Октан», которая готовилась к выступлению в группе Б Молодёжной хоккейной лиги. Под его руководством команда провела предсезонную подготовку и несколько стартовых игр. 30 сентября 2012 года назначен главным тренером «Молот-Прикамье», вместо отправленного в отставку Юрия Николаевича Новикова. Под его руководством команда заняла 12-е место в регулярном сезоне, а в плей-офф уступила в 1/8 финала «Торосу».
В сезоне 2012/13 продолжал работу с пермским «Молот-Прикамье» в качестве главного тренера.
8 апреля 2016 года был назначен главным тренером клуба «Северсталь».
12 января 2019 года возглавил «Амур».

### Карьера тренера
- 10.2010 — 3.02.2011 — играющий тренер, «Автомобилист» (Екатеринбург)
- 3.02.2011 — 2011 — тренер, «Автомобилист» (Екатеринбург)
- 2011 — 30.09.2011 — главный тренер, «Октан» (Пермь)
- 30.09.2011 — 8.04.2016 — главный тренер, «Молот-Прикамье» (Пермь)
- 8.04.2016 — 2018 — главный тренер, «Северсталь» (Череповец)
- 12.01.2019 — 28.07.2020 — главный тренер, «Амур» (Хабаровск)

### Достижения
- Бронзовый призёр ВХЛ (2014)
- Лучший тренер ВХЛ (2014)

### Статистика главного тренера
Последнее обновление: 03 апреля 2017 года
| Команда                | Турнир-сезон           | Регулярный сезон | Регулярный сезон | Регулярный сезон | Регулярный сезон | Регулярный сезон | Регулярный сезон | Регулярный сезон | Регулярный сезон             | Плей-офф     | Плей-офф     | Плей-офф                        |
| Команда                | Турнир-сезон           | И                | В                | ВО/ВБ            | Н                | ПО/ПБ            | П                | О                | Результат                    | В            | П            | Результат                       |
| ---------------------- | ---------------------- | ---------------- | ---------------- | ---------------- | ---------------- | ---------------- | ---------------- | ---------------- | ---------------------------- | ------------ | ------------ | ------------------------------- |
| Октан                  | МХЛ Б 2011-12          | 7                | 6                | 0                | -                | 0                | 1                | 18               | перешёл в Молот-Прикамье     | -            | -            | -                               |
| Молот-Прикамье         | ВХЛ 2011-12            | 47               | 18               | 3                | -                | 13               | 13               | 73               | 7-е на Востоке (12-е в Лиге) | 0            | 3            | уступили в 1/8 финала Торосу    |
| Молот-Прикамье         | ВХЛ 2012-13            | 52               | 23               | 4                | -                | 7                | 18               | 84               | 13-е в Лиге                  | 5            | 5            | уступили в 1/4 финала Сарыарке  |
| Молот-Прикамье         | ВХЛ 2013-14            | 50               | 28               | 4                | -                | 6                | 12               | 98               | 2-е в Лиге                   | 9            | 6            | уступили в 1/2 финала Рубину    |
| Молот-Прикамье         | ВХЛ 2014-15            | 52               | 23               | 10               | -                | 0                | 19               | 89               | 4-е в Лиге                   | 5            | 7            | уступили в 1/4 финала Торосу    |
| Молот-Прикамье         | ВХЛ 2015-16            | 49               | 22               | 3                | -                | 4                | 20               | 76               | 15-е в Лиге                  | 2            | 4            | уступили в 1/8 финала ХК Рязань |
| Всего в Молот-Прикамье | Всего в Молот-Прикамье | 250              | 114              | 24               | -                | 30               | 82               | 420              |                              | 21           | 25           |                                 |
| Северсталь             | КХЛ 2016-17            | 60               | 18               | 5                | -                | 10               | 27               | 74               | 11-е на Западе               | не пробились | не пробились | не пробились                    |
| Северсталь             | КХЛ 2017-18            | 56               | 18               | 9                | -                | 11               | 18               | 83               | 8-е на Западе                | 0            | 4            | уступили в 1/4 финала СКА       |